# Lampang
Lampang là một thành phố, thủ phủ của tỉnh Lampang, Thái Lan. Thành phố Lampang có diện tích km2, dân số năm 2006 là: 60.591 người. Thành phố này đã có các tên Wiang Lakon và Khelang Nakhon. Đây là thành phố lớn thứ 3 tại phía bắc Thái Lan. Lampang nằm ở trong Thung lũng của sông Wang, giáp dãy núi Khuntan về phía tây và dãy núi Pi-Pan-Num về phía đông. Sông Wang, một chi lưu chính của sông Chao Phraya chảy xuyên quan thành phố này.